# 三創育成基金會
財團法人三創育成基金會（英語：SYNTREND Startup Foundation），簡稱三創育成基金會，由鴻海精密工業股份有限公司捐助設立之基金會，成立於2015年1月30日，是一個非營利組織，旨在鼓勵創新與培植科技養成，提升資訊、創意產業及新創事業之研究發展，主要營運場所位於三創數位生活園區之 10F 與 11F。

## 歷史
三創育成基金會為鴻海精密為經營三創數位生活園區並配合台北市政府推動大八德商圈共榮暨協助台北市青年創業，於 2015 年初完成法院登記以配合市府政策之創新創業育成機構，推動並扶植青年從事創新創業。

## 董事會
截至2018年10月止，三創育成基金會之董事會成員如下：
- 董事長：郭守正
- 董事：翟本喬
- 董事：林以涵

## 外部連結
- Star Rocket 三創育成（页面存档备份，存于）
- 三創育成： Star Rocket粉絲的Facebook專頁
- 三創育成： Star Rocket的X（前Twitter）